# Dasyatis marianae
Dasyatis marianae е вид хрущялна риба от семейство Dasyatidae.

## Разпространение
Видът е разпространен в Бразилия.